# Yamaha Tracer 7
Die Yamaha Tracer 7 ist ein Sporttourer des japanischen Motorradherstellers Yamaha Motor.

## Geschichte
Das Motorrad ist das Nachfolgemodell der Tracer 700 (einer Sporttouringvariante der MT-07) und wurde 2021 eingeführt. Die Tracer 7 gilt als „kleines Schwestermodell“ der Tracer 9. Im Februar 2021 wurde zudem die besser ausgestattete Variante Tracer 7 GT veröffentlicht.

## Modellentwicklung

### Tracer 7 GT
Der Antrieb der Tracer 7 GT unterscheidet sich nicht von der Standardversion. Unterschiede gibt es allerdings in der Ausstattung: Die Variante hat zwei Hartschalen-Seitenkoffer, eine Komfortsitzbank aus speziellem Schaumstoff, eine größere Touring-Windschutzscheibe, seitliche Tankpads (Gummiaufkleber auf dem Tank, die ihn vor Kratzern durch zum Beispiel die Schutzausrüstung schützen) und einen Gepäckträger.

### Modellpflege 2023
Im Jahr 2023 erfuhren sowohl die Tracer 7 als auch die Variante Tracer 7 GT eine Modellpflege. Seitdem haben sie ein 5-Zoll-TFT-Farb-Display, das Smartphone-Verbindung über eine eigene App von Yamaha ermöglicht, und eine 16 mm größere Bremsscheibe vorn (jetzt 298 mm Durchmesser). Beide Modelle wurden geändert, um den Einbau eines Quickshifters zu ermöglichen.

### Modellpflege 2025
Tracer 7 und Tracer 7 GT wurden nach Saisonbeginn 2025 zur Verbesserung der Tourentauglichkeit überarbeitet. Neben dem steiferen Rahmen umfasst die Überarbeitung eine für besseren Geradeauslauf um 4 cm verlängerte Schwinge, einen breiteren und höheren Lenker, einen serienmäßigen Hauptständer, dickere Sitzpolster und einen vier Zentimeter längeren Soziussitz. Beide Sitze sind nun um 2 cm höhenverstellbar. Das Tankvolumen wurde auf 18 Liter vergrößert. Weitere Änderungen sind neue Schaltereinheiten und Bremszangen. Bei der Variante „GT“ ist der Windschild neun Zentimeter höher.

### Sonstiges
Im Sommer 2024 war die Tracer 7 in den Farben Rot, Grau mit blauen Felgen und Schwarz mit bronzenen Felgen erhältlich. Der Preis in Deutschland beträgt 9.874 €, in Österreich 10.199 € und in der Schweiz 9.990 Franken.
Die Tracer 7 GT erhält man in den Farben Blau, Grau mit blauen Felgen und Schwarz mit bronzenen Felgen und sie kostet in Deutschland 10.674 €, in Österreich 11.199 € und in der Schweiz 10.990 CHF.
Beide Motorräder können auf 35 kW (48 PS) gedrosselt werden, wodurch sie mit einem A2-Führerschein gefahren werden dürfen.

## Technik

### Motor
Angetrieben wird die Tracer 7 von einem flüssigkeitsgekühlten Zweizylinder-Reihenmotor mit 4 Ventilen pro Zylinder und einem Hubraum von 689 cm³. Der Motor leistet 54 kW (74 PS) und das maximale Drehmoment beträgt 67 Nm bei 6500/min.

### Rahmen
Ein Stahlbrückenrahmen trägt eine Telegabel mit 41 mm Standrohrdurchmesser und 130 mm Federweg. Die Zweiarmschwinge (Hinterradaufhängung) aus Aluminium wird von einem Zentralfederbein abgefedert, bei dem Vorspannung und Zugstufendämpfung einstellbar sind.

### Tank
Mit einem Tankinhalt von 17 Litern und einem Normverbrauch von 4,3 l/100 km errechnet sich eine theoretische Reichweite von fast 400 Kilometern.